# Digital Control Bus
Pour les articles homonymes, voir DCB.

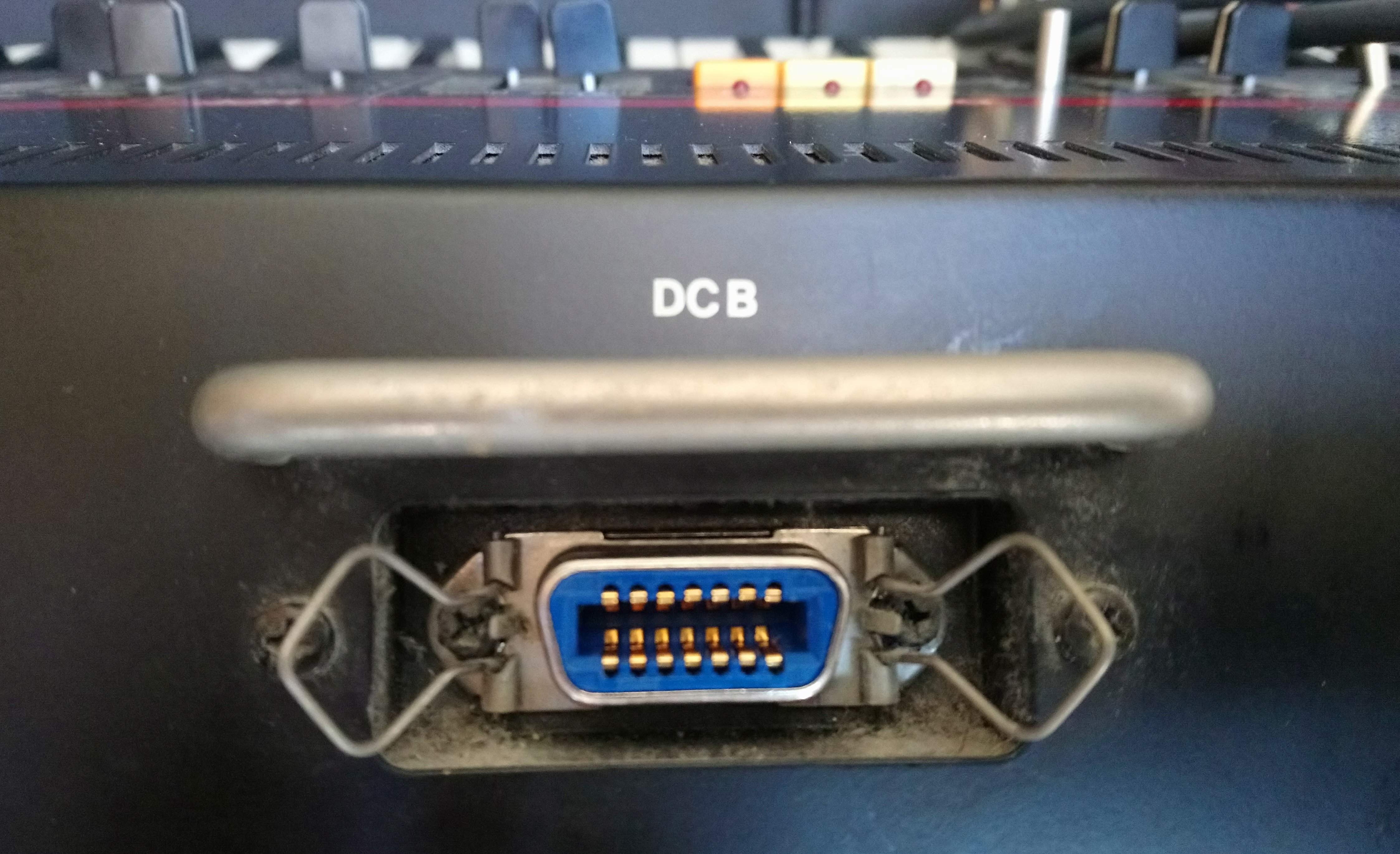
Interface DCB à l'arrière d'un synthétiseur Roland Juno-60.

Digital Control Bus (parfois Digital Connection Bus  ou Digital Communication Bus ou DCB) est un type d'interface utilisé sur certains instruments de musique électronique.
C'est une interface propriétaire développée par la société Roland Corporation en 1981. Elle est présente sur les Roland Juno-60 et Roland Jupiter-8 et sur au moins deux séquenceurs, les JSQ-60 et MSQ-700. Elle a été rapidement supplantée par le système MIDI. Il existe des convertisseurs DCB-MIDI (MD-8) qui permettent de piloter ces anciens types de synthétiseurs.